# 소녀경

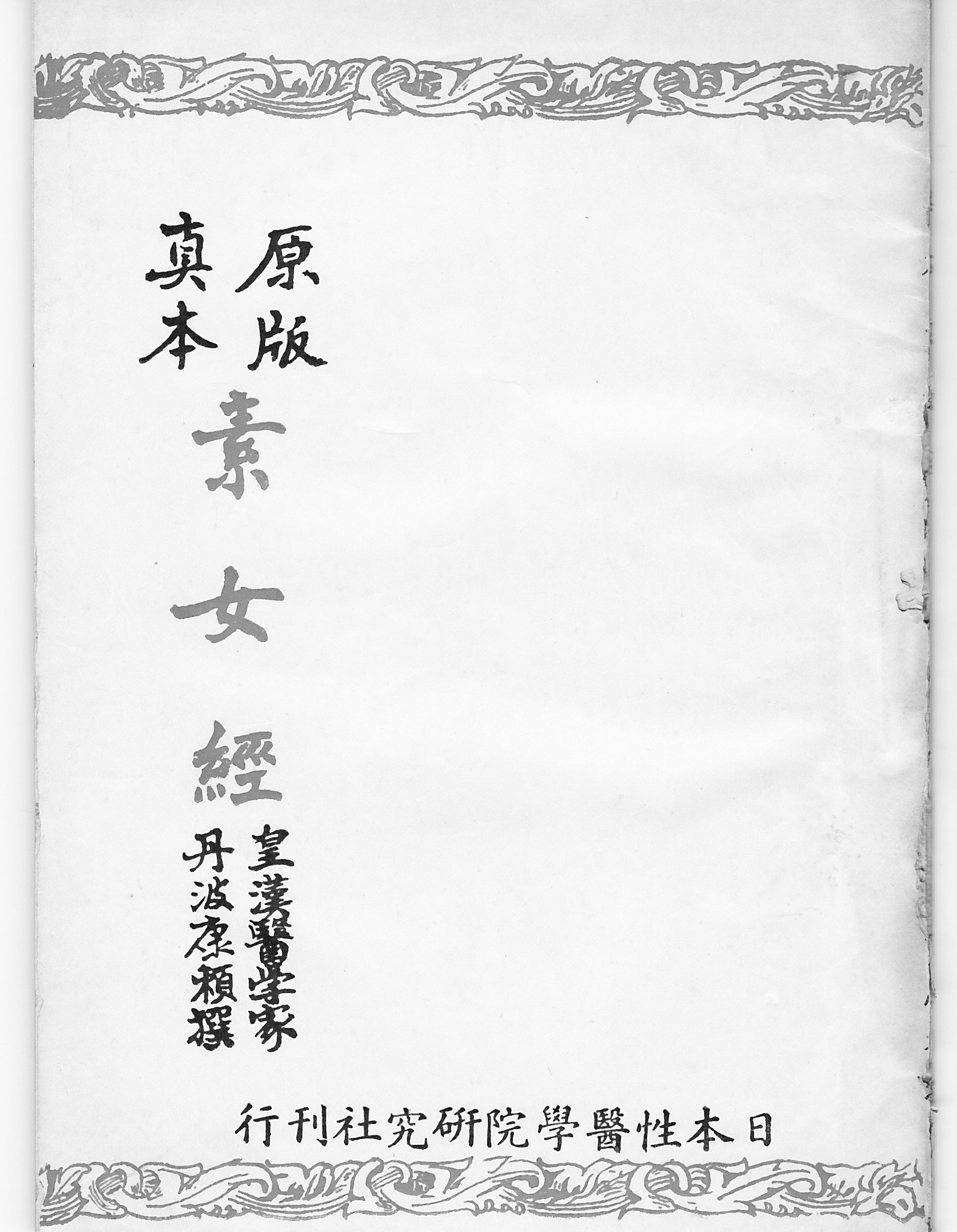
1920년에 일본에서 출간된 《소녀경》

《소녀경》(素女經)은 성과 관련된 도교의 수행법인 방중술에 관한 중국의 고전 서적이다. 실제 현존했던 것인지는 확실치 않으며 현재 내용은 실존하지 않으며 내용 일부만 일본에서 출간한 서적에 존재한다. 중국이 아닌 일본에서 만들어 졌으며 그 역사를 길게 하기 위해 중국에서 전해져 내려왔다고 쓰여진 설이 설득력이 있다. 이 책은 한나라 이전에 진나라 또는 춘추시대 이전 주나라에서 쓰여진 것으로써 저자는 황제 시대의 소녀(素女)라고 전해진다.
중국에서 이 책은 중세에 소실된 것으로 알려져 있다. 그러나 982년에 일본 헤이안 시대의 귀족이자 의학자인 단바노 야스노리(丹波 康賴)가 출간한 의학 서적인 《의심방》(醫心方)에 기록이 전한다. 황제 시대에는 소녀(素女), 현녀(玄女), 채녀(采女)라는 3명의 여신이 있었다고 하는데 3명의 자매는 황제로부터 방중술을 전수받았다고 한다. 특히 소녀는 음악을 잘했고 《소녀경》을 지었다고 전해진다.
소녀경은 크게 두 부분으로 나뉘는데 주로 성교를 하는 방법에 대해 이야기한다. 〈칠손〉(七損, 잘못된 성교로 인한 신체의 7가지 손해), 〈팔익〉(八益, 올바른 성교로 인한 신체의 8가지 이익), 〈구법〉(九法, 9가지 성교 체위)에는 24가지 종류의 체위를 설명하고 있고 다른 부분은 〈오징〉(五徵, 5가지 달아오르는 징후), 〈오욕〉(五欲, 5가지 변화), 〈십동〉(十動, 10가지 몸짓)에 관한 것이다. 남성과 여성 모두에 대한 설명은 매우 간단하다.
이 책은 주로 도교에서 성과 관련된 수행법인 방중술과 건강 예방책에 관한 것이다. 그것은 성교 체위, 성교 방법, 계절과 성, 심리학, 임신 방법, 성과학 이론 그리고 많은 다른 함축적 의미를 가르친다. 그 중에서도 '애락'(愛樂, 사랑과 즐거움)이 거론되고 있는데 남녀 모두 사랑을 나누는 데 동의해야 하고 그렇지 않으면 몸에 해롭다는 설명이다.